# Cihanbeyli
Cihanbeyli er en by og distrikt i Konya-provinsen i regionen Centralanatolien i Tyrkiet. I henhold til folketællingen i 2000 er befolkningstallet i distriktet 75.871, hvoraf 18.306 bor i byen Cihanbeyli.